# Great Plain of the Koukdjuak
Great Plain of the Koukdjuak är en slätt i Kanada.   Den ligger i territoriet Nunavut, i den östra delen av landet, 2 300 km norr om huvudstaden Ottawa.
Omgivningarna runt Great Plain of the Koukdjuak är i huvudsak ett öppet busklandskap. Trakten runt Great Plain of the Koukdjuak är nära nog obefolkad, med mindre än två invånare per kvadratkilometer.